# Vigna dalzelliana
Vigna dalzelliana är en ärtväxtart som först beskrevs av Carl Ernst Otto Kuntze, och fick sitt nu gällande namn av Bernard Verdcourt. Vigna dalzelliana ingår i släktet vignabönor, och familjen ärtväxter. IUCN kategoriserar arten globalt som livskraftig.

## Underarter
Arten delas in i följande underarter:
- V. d. dalzelliana
- V. d. elongata